# Strzępiak bury

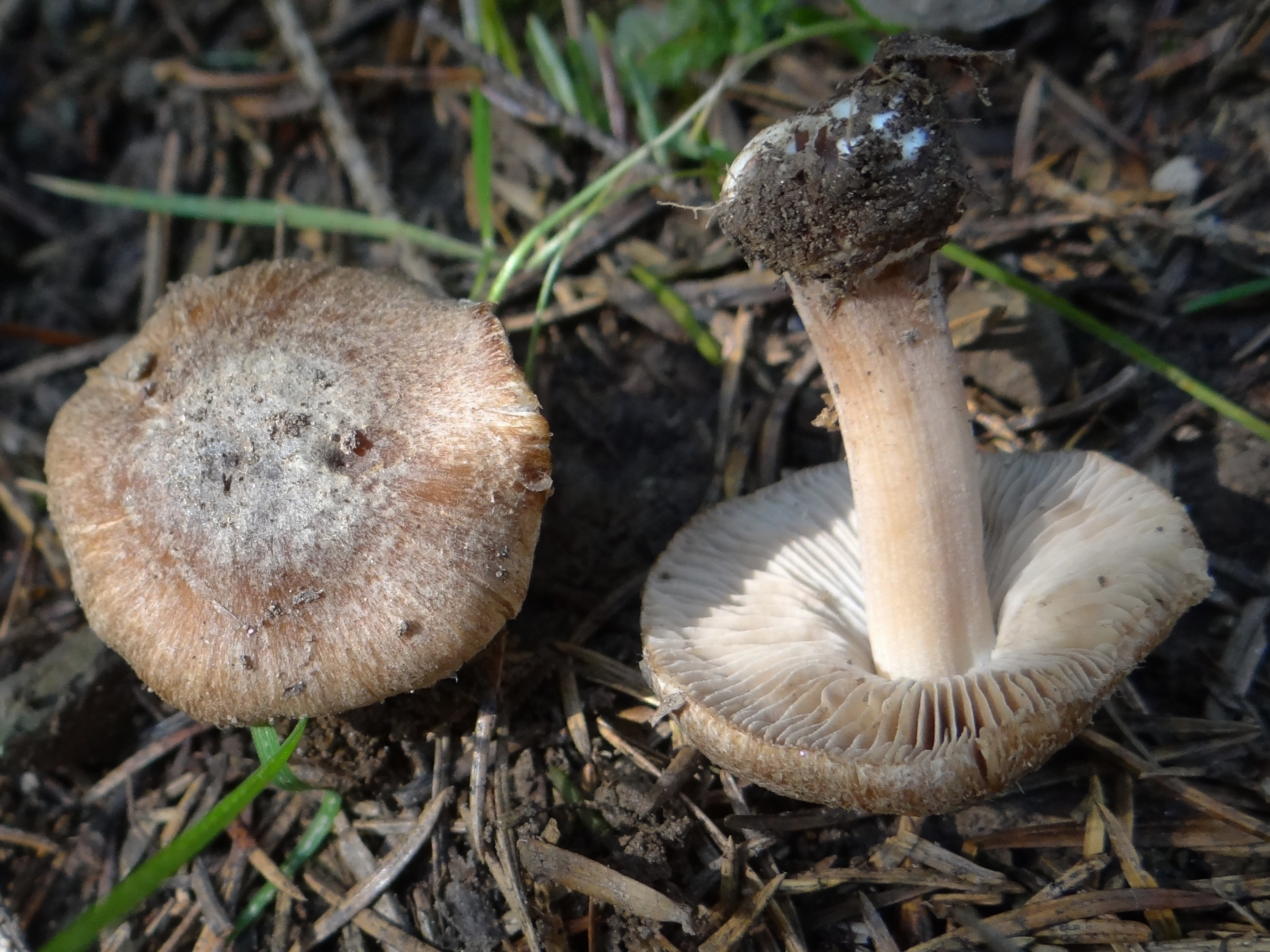

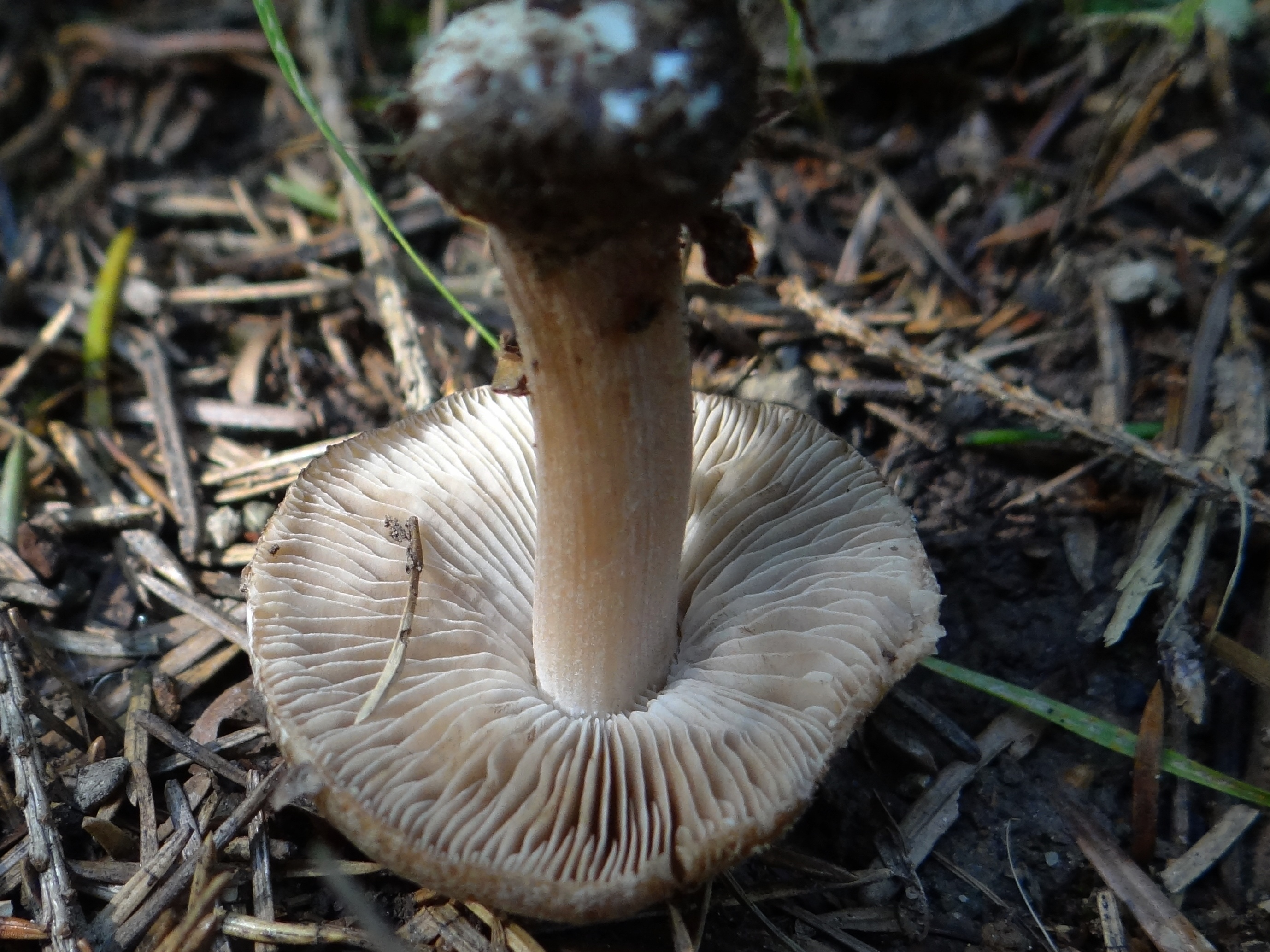

Strzępiak bury (Inocybe assimilata  Britzelm.) – gatunek grzybów należący do rodziny strzępiakowatych (Inocybaceae).

## Systematyka i nazewnictwo
Pozycja w klasyfikacji według Index Fungorum: Inocybe, Inocybaceae, Agaricales, Agaricomycetidae, Agaricomycetes, Agaricomycotina, Basidiomycota, Fungi.
Synonimy:
- Astrosporina umbrina (Bres.) Rea 1927
- Inocybe umbrina Bres. 1884

Nazwę polską podał Andrzej Nespiak w 1990 r. dla synonimu Inocybe umbrina Bres.

## Morfologia
Kapelusz
Średnica do 4 cm, początkowo półkulisty, potem wypukło rozpostarty, na koniec dyskowaty, ze słabo wyróżniającym się garbkiem. Brzeg początkowo podgięty ze słabo widocznymi resztkami zasnówki, potem odchylający się i na niewielkiej długości popękany. Powierzchnia włóknista, tylko na szczycie delikatnie wełnisto filcowata, barwy od brązowokasztanowej do orzechowej, tylko na szczycie ciemnobrązowa.
Blaszki
Gęste, przyrośnięte, z międzyblaszkami, początkowo kremowe, potem ochrowe, w końcu jasnobrązowe z oliwkowym odcieniem. Ostrza nieco białawo orzęsione.
Trzon
Wysokość 3–8 cm, grubość 0,3–0,4 cm, walcowaty, o podstawie zgrubiałej w niewielką, kulistą bulwkę. Barwa podobna jak kapelusza, lub nieco ciemniejsza, tylko bulwka biaława. Powierzchnia włóknista.
Miąższ
W kapeluszu białawy, w trzonie o barwie jasnego drewna. Czasami w miąższu występuje szklista (hialinowa) warstewka. Zapach ziemisty, nieco rzodkiewkowaty.
Cechy mikroskopowe
Zarodniki o nieregularnym kształcie ze słabo wyróżniającymi się guzkami, 7–9(–10) × 5–6(–7) µm. Podstawki 26–32 × 7,5–10 µm. Cheilocystydy i pleurocystydy cienkościenne, z główką lub bez główki kryształko, o wymiarach 45–70 × 12–18(–20) µm. Kaulocystyd brak.

## Występowanie i siedlisko
Strzępiak bury znany jest w Europie i Ameryce Północnej. W piśmiennictwie naukowym na terenie Polski do 2003 r. podano wiele stanowisk. Nowe, bardziej aktualne stanowiska podaje internetowy atlas grzybów. Zaliczony w nim jest do grupy grzybów chronionych i zagrożonych.
Grzyb mikoryzowy. Występuje w lasach liściastych, czasami w parkach, zwłaszcza pod bukami, świerkami i jodłami. Preferuje kwaśne, czasami piaszczyste gleby. Owocniki zazwyczaj od czerwca do grudnia.